# Clerodendrum thomsoniae
Clerodendrum thomsoniae es una especie de planta con flor del género Clerodendrum, de la familia de las lamiáceas. 

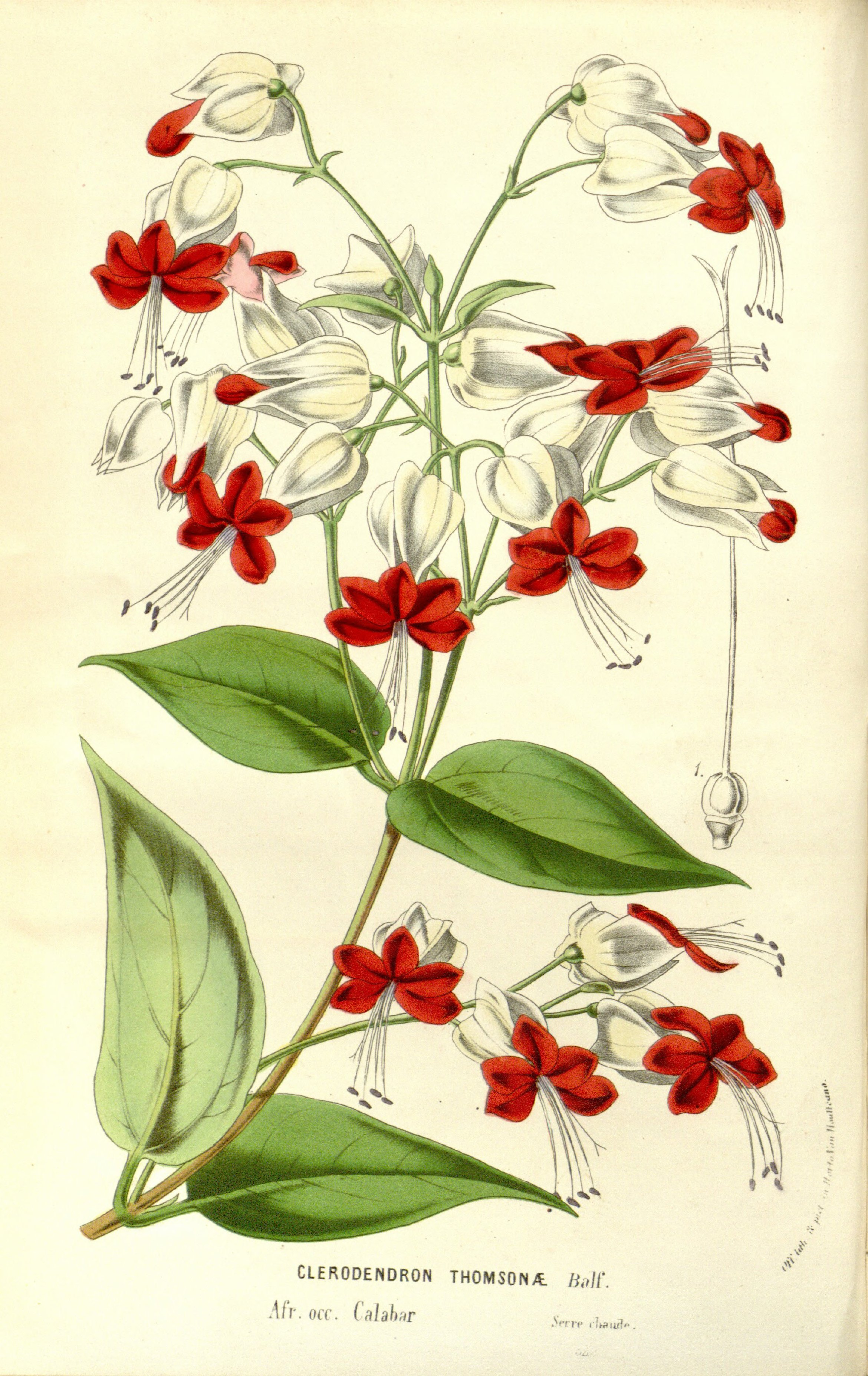
Ilustración

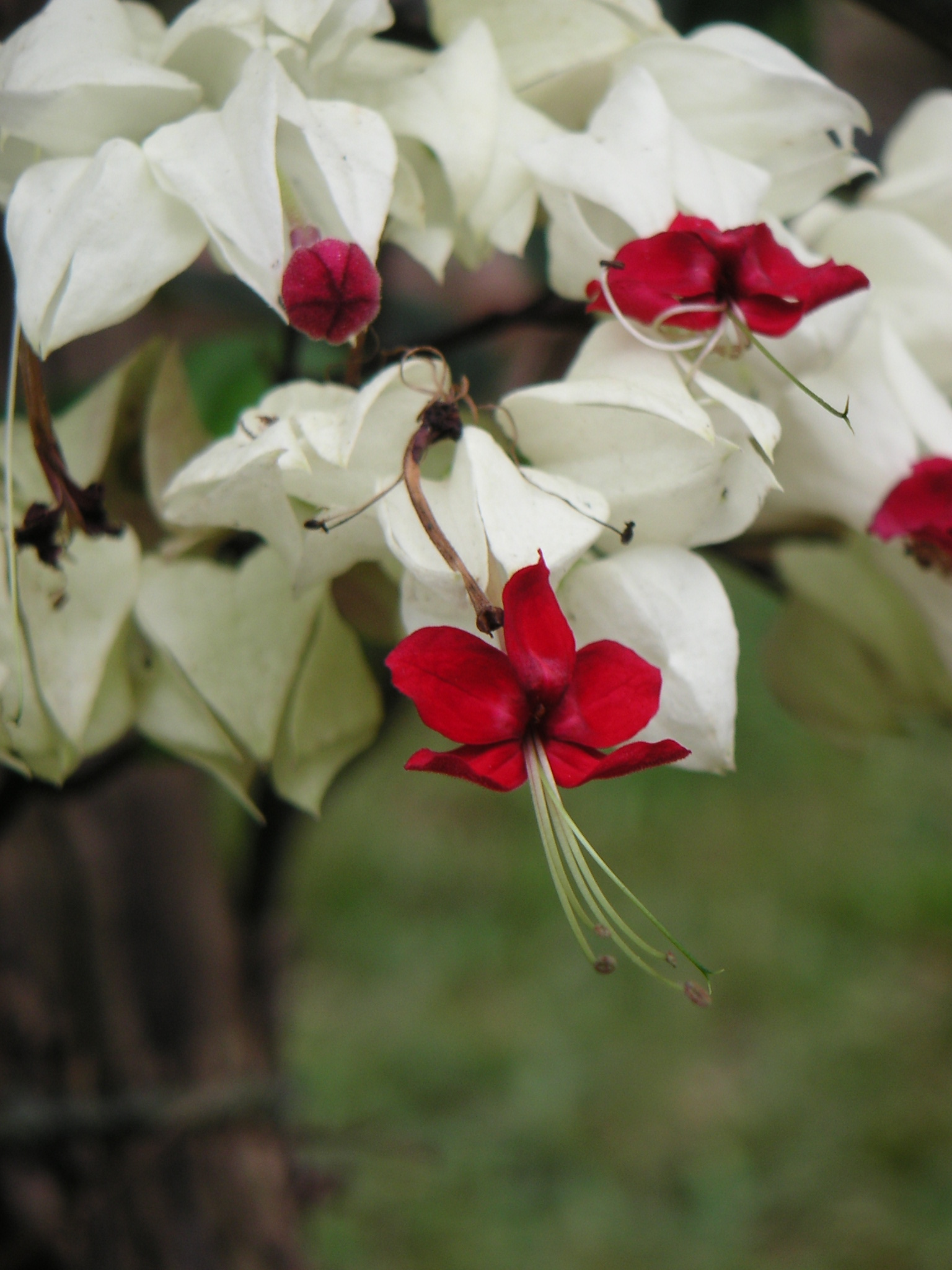
Flores

## Descripción
Son arbustos o enredaderas, con ramas tetragonales ligeramente sulcadas, puberulentas. Hojas opuestas, elípticas o elíptico-ovadas, de 6–14 cm de largo y 2–6 cm de ancho, ápice agudo, base cuneada, márgenes enteros, ciliados; pecíolos 0.8–3.5 cm de largo, puberulentos. Inflorescencias cimosas axilares de 5–9 cm de largo, pedúnculos 2.6–6.5 cm de largo, puberulentos, pedicelos 0.7–1.6 cm de largo, puberulentas, brácteas y profilos linear-subulados de 2–11 mm de largo; cáliz 1.5–2 cm de largo, lobos de 1–1.8 cm de largo, blanco amarillento; corola con tubo delgado de 1–2.5 cm de largo, el limbo de ca 1 cm de ancho, puberulento-glandular, roja. Fruto negro brillante con un arilo rojo uniendo los pirenos, cáliz rojo a rosado.

## Distribución y hábitat
Es nativa del oeste de África tropical desde el Camerún hasta el oeste del Senegal. Es una liana de hoja perenne que crece hasta 4 m de altura, con hojas ovadas u oblongas de 8-17 cm de largo. Las flores se producen en racimos de 8-20, cada flor con un cáliz de cinco lóbulos color blanco puro a púrpura pálido de 2,5 cm de diámetro, y una corola roja de cinco lóbulos de 2 cm de largo y de diámetro.

## Usos
Un nombre común inequívoco es gloria enramada sangrante; términos como "gloria enramada", "flor bolsa" o "Corazón sangrante" también se utilizan a menudo, pero técnicamente pueden referirse a cualquiera de las cerca de 400 especies de Clerodendrum. En algunas regiones ha escapado de cultivo y se ha naturalizado. 
Se cultiva como planta ornamental por sus decorativas flores de dos colores. En zonas templadas requiere de protección y un medio ambiente libre de heladas. Esta planta ha ganado el Premio de Mérito al Jardín de la Real Sociedad de Horticultura. Esta planta fue muy popular durante mediados del siglo XIX bajo el nombre de "arbusto bello". Perdió su favoritismo sólo cuando fueron olvidadas sus condiciones de cultivo inusuales. Específicamente, su sistema radicular debe estar parcialmente sumergido en agua la mayor parte del tiempo, y requiere de muy buena luz.

## Taxonomía
Clerodendrum thomsoniae fue descrita por John Hutton Balfour y publicado en Edinburgh New Philosophical Journal, n.s. 15(2): 233–235, t. 2. 1862.
Etimología
Clerodendrum: nombre genérico que deriva de las palabras griegas: kleros = (clero) y dendron =  (árboles), fue acuñado por Linnaeus que se enteró de que las plantas estaban en uso por el clero de la población de Sri Lanka.
thomsoniae: epíteto que fue nombrado en honor al reverendo William Cooper Thomson (fl. 1820 - 1880), un misionero y médico en Nigeria.
Sinonimia
- Clerodendrum balfourii (B.D.Jacks. ex Dombrain) Dombrain
- Clerodendrum thomsoniae var. balfourii B.D.Jacks. ex Dombrain[5]